# Эркнер (станция)
Эркнер (нем. Erkner) — пассажирская станция к востоку от Берлина, в городе Эркнер, а также станция Берлинской городской электрички. Расположена на 24,3 километре Нижнесилезско–Бранденбургской железной дороги. Станция также включает вагон-моторное депо для устаревшего подвижного состава Берлинской городской электрички.

## История
Станция Эркнер была открыта 23 октября 1842 года одной из первых на железнодорожной линии из Берлина во Франкфурт-на-Одере. В 1920-е годы при ней был построен посёлок по образцу города–сада.
С 2009 по 2011 год, в рамках проекта по модернизации железнодорожной линии Берлин — Франкфурт-на-Одере, станция Эркнер была перестроена. Во время реконструкции региональные платформы переместили на юг, преобразовав их в боковые. Параллельно была проведена работа по ремонту здания станции. В 2012 году здесь перестроили платформу Берлинской городской электрички. В общей сложности в проект по модернизации было инвестировано более восьми миллионов евро. В том же 2012 году для улучшения работы магистрали на станции была установлена электрическая блокировка. В конце 2015 года здесь был оборудован пост электрической централизации управления движением поездов Берлинской городской электрички.

## Депо
Депо в Эркнере было открыто в 1928 году. В административном отношении оно подчинялось депо Берлин-Грюнау. С введением новых транспортных средств серии 481/482 снизились требования к техническому обслуживанию, и в 2000 году депо закрыли. В нём разместили складские помещения и комнаты для персонала. Часть депо сохранили для хранения и технического обслуживания устаревших моделей поездов Берлинской городской электрички. В январе 2010 года оно возобновило работу.

## Схема проезда
От станции дважды в час в обоих направлениях проходит региональный экспресс — по линии RE1 в направлении Франкфурта-на-Одере и Айзенхюттенштадта и в направлении Берлина, Бранденбурга-на-Хафеле и Магдебурга. Кроме того Эркнер является конечной станцией линии S3 Берлинской городской электрички. Электричка прибывает на станцию трижды в час; в летние месяцы по шесть раз в час. Рядом со станцией находится автовокзал, с которого в пригороды Эркнера следуют междугородние автобусы.
| Линия | Направление | Время (мин) | EVU              |
| ----- | --- | ----------- | ---------------- |
| RE 1  | (Котбус — Губен — Айзенхюттенштадт) — Франкфурт-на-Одере — Фюрстенвальде (Шпрее) — Эркнер — Берлин — Потсдам — Бранденбург — (Магдебург)         | 30          | DB Regio Nordost |
| S3    | Осткройц — Руммельсбург — Депо Руммельсбург — Карлсхорст — Вульхайде — Кёпеник — Хиршгартен — Фридрихсхаген— Рансдорф — Вильгельмсхаген — Эркнер | 20/10       | S-Bahn           |